# Tjudo
Tjudo (russisk: Чудo, da.: Miraklet) er en russisk spillefilm fra 2009 instrueret af Aleksandr Prosjkin.

## Medvirkende
- Marija Burova som Tatjana Skrypnikova
- Sergej Makovetskij som Kondrasjov
- Konstantin Khabenskij som Nikolaj Artemjev
- Polina Kutepova som Natasja
- Aleksandr Potapov som Khrusjjov
- Viktor Sjamirov